# Chalcidomorphina terataspis
Chalcidomorphina terataspis är en tvåvingeart som beskrevs av James 1974. Chalcidomorphina terataspis ingår i släktet Chalcidomorphina och familjen vapenflugor.
Artens utbredningsområde är Peru. Inga underarter finns listade i Catalogue of Life.